# والوا لیک (اورگن)
والوا لیک (به انگلیسی: Wallowa Lake) یک منطقهٔ مسکونی در ایالات متحده آمریکا است که در شهرستان والووا، اورگن واقع شده‌است. والوا لیک ۱۰٫۴ کیلومتر مربع مساحت و ۶۲ نفر جمعیت دارد و ۱٬۳۳۳ متر بالاتر از سطح دریا واقع شده‌است.